# Couvent Santa Catalina
Pour les articles homonymes, voir Sainte-Catherine.
Le couvent Santa Catalina à Arequipa est le plus grand couvent du monde (superficie 2 hectares) et le plus important édifice religieux du Pérou[réf. nécessaire]. Il abrite une communauté de sœurs dominicaines.

## Historique

### La fondation
Le couvent Santa Catalina, fondé par Doña María de Guzmán, a été construit en 1579. Sa surface est de 20 462 m2. Il hébergeait 450 religieuses en clôture, qui n’avaient aucun contact avec le monde extérieur jusqu’en 1970. 

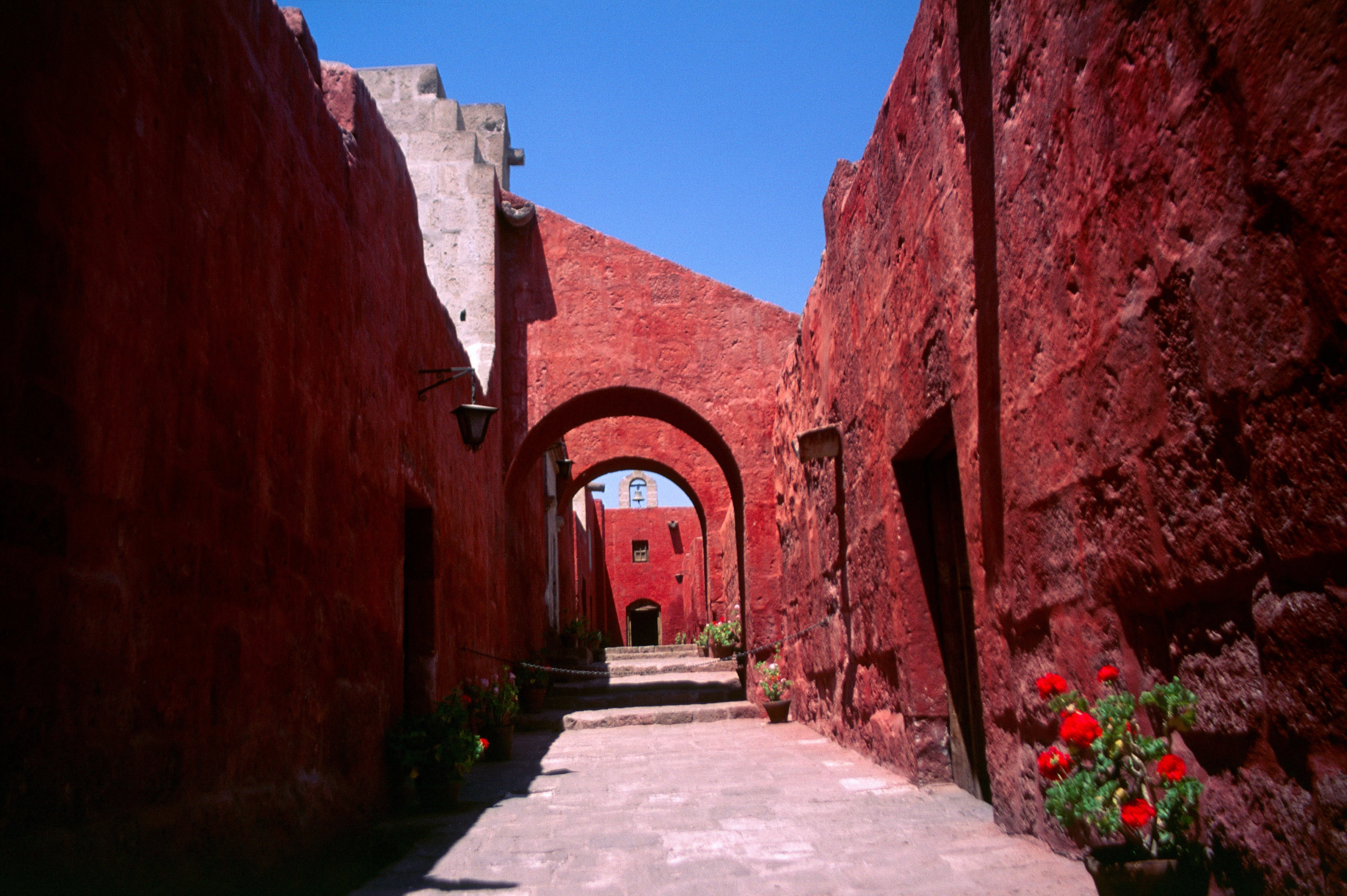
Une rue du couvent

Le couvent est si vaste qu’il est semblable à une petite ville avec ses rues, ses jardins, ses cloîtres et ses parcs.
Le couvent est au centre de la ville d’Arequipa, classée au patrimoine mondial. Il a conservé son architecture originale du XVIe siècle.

### La vie au monastère
Dans les familles à l'époque coloniale, le cadet de la famille entrait au service de l’Église. Le monastère de Santa Catalina acceptait principalement des femmes de riches familles d'ascendance espagnole, la dot d'entrée étant élevée (les sœurs les plus pauvres pouvaient entrer sans payer de dot). Les sœurs aisées entrant au couvent avaient une cellule (une chambre) privée, et pouvaient venir avec jusqu'à 4 serviteurs ou esclaves. On peut voir dans certaines cellules la pièce de la sœur et aussi la ou les chambres des serviteurs.

En 1871, le pape Pie IX envoya Sœur Josefa Cadena, O.P., religieuse stricte de la République dominicaine, pour réformer le monastère. Elle renvoya les riches dots en Europe et libéra tous les serviteurs et esclaves, leur donnant le choix de rester nonnes ou de partir. 

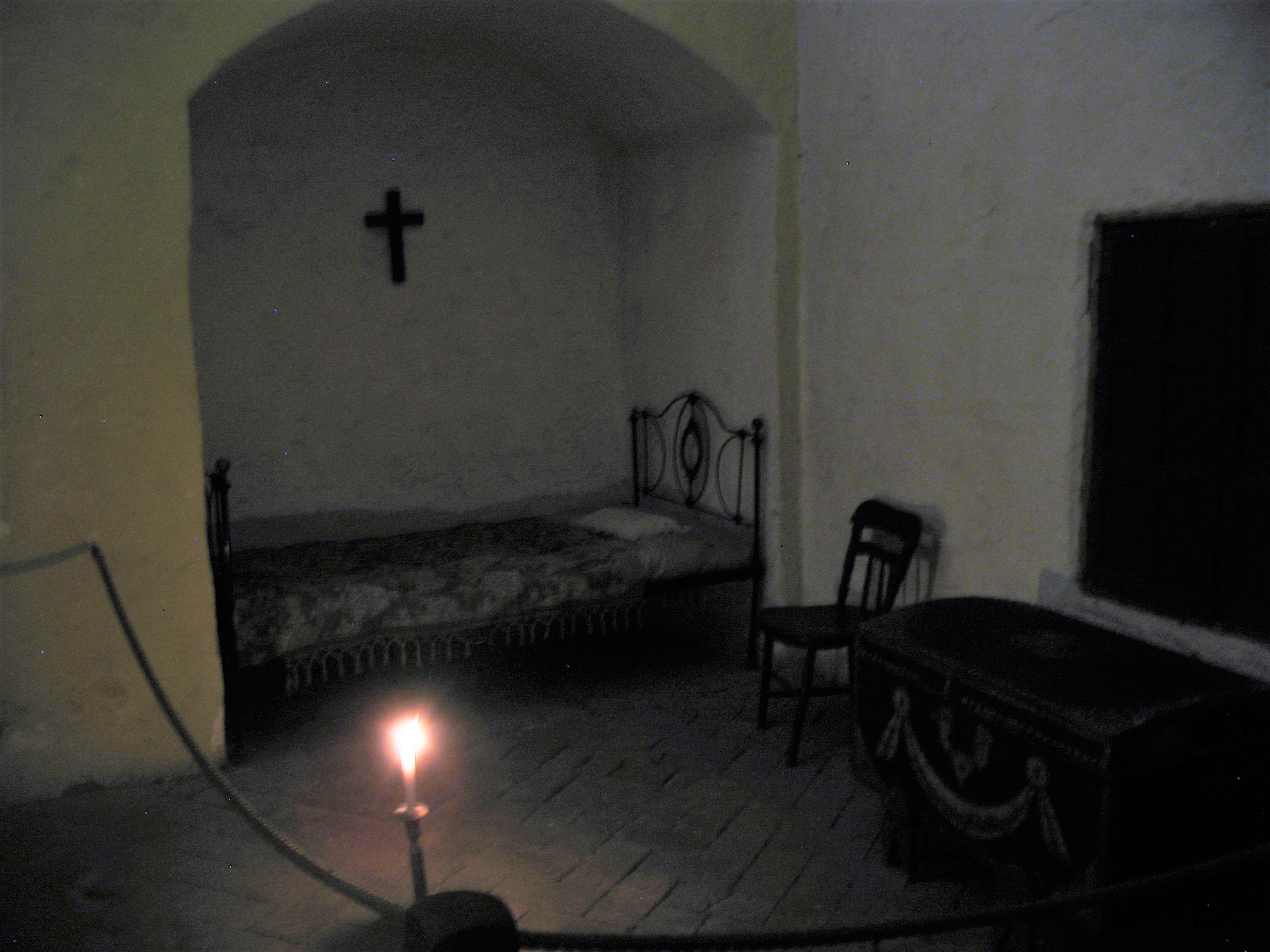
Une cellule de sœur éclairée à la bougie

### De nos jours
Depuis la visite du pape Jean Paul II en 1985 les sœurs ont le droit de parler et de sortir.
En avril 2019, environ 25 sœurs y résident encore, âgées de 18 à 90 ans.

## Visite
Ouverture tous les jours (en avril 2019), 9h-17h. Mardi et mercredi ouverture le soir jusqu'à 20h, permettant ainsi la visite en nocturne, éclairée par des bougies comme les sœurs à l'époque.
On commence la visite par les parloirs, avec dans les murs des "fenêtres" de doubles grilles pour permettre aux sœurs d'avoir des visiteurs, 1h de conversation une fois par mois avec leur famille, sous l’œil attentif d'une surveillante. Les sœurs confectionnaient des objets (couture, broderie..) qu'elles pouvaient vendre.
L'arche du silence débouche sur le cloitre des novices. Après avoir franchi cette arche, les sœurs ne pouvaient plus prononcer un mot et devaient consacrer les 4 premières années au travail et à la prière. Après ces 4 années de noviciat, elles pouvaient prononcer leur vœux ou choisir de quitter le couvent (au risque de déshonorer leur famille).

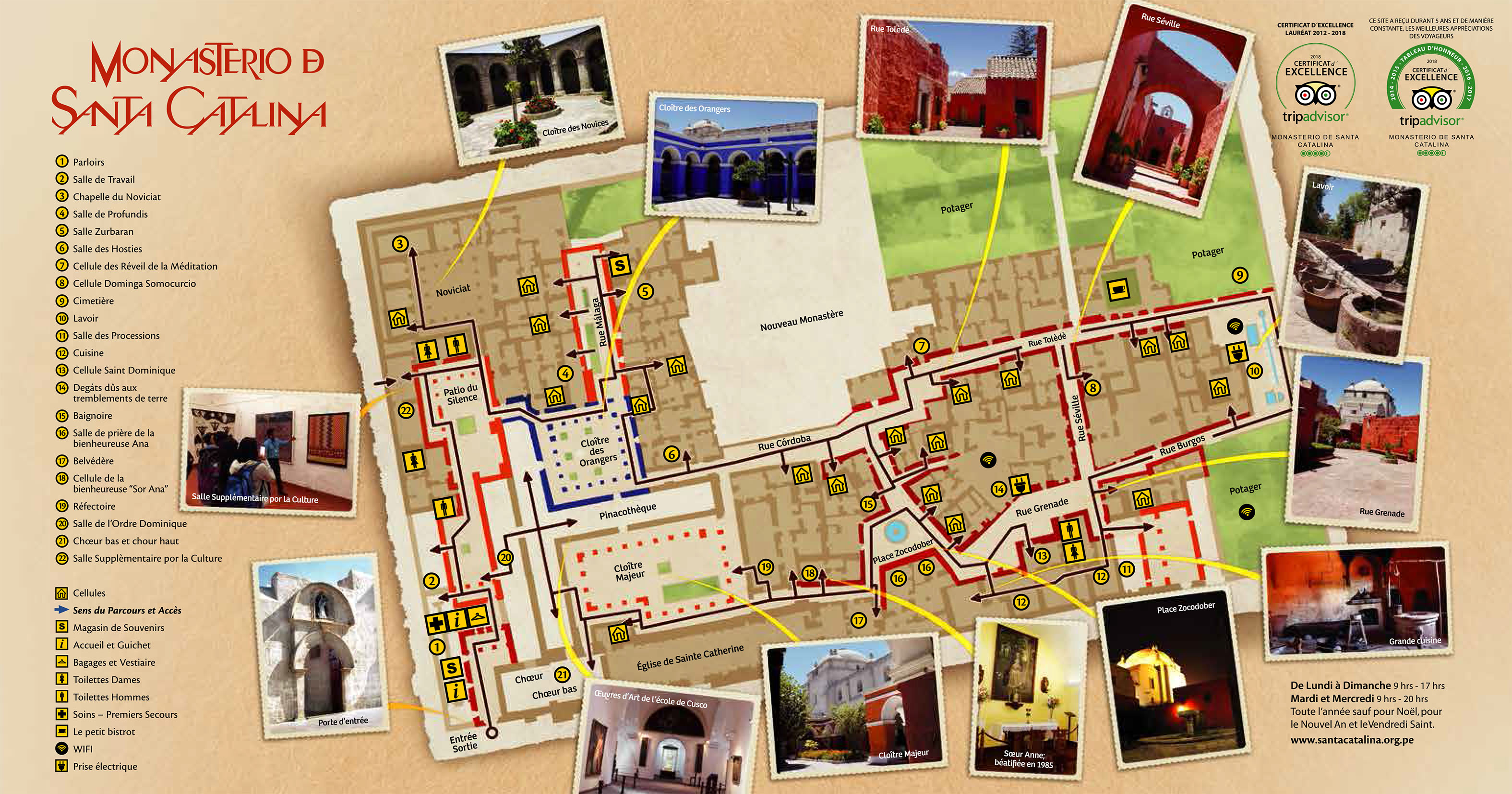
Plan du monastère

Après avoir prononcé leurs vœux, les sœurs passaient autour du cloître des orangers, ainsi nommé car des orangers y poussent, symbolisant le renouveau et la vie éternelle. Cette partie est entièrement peinte en bleu. Dans une pièce attenant à ce cloître, la salle de profundis, les sœurs décédées y étaient veillées. Des peintures des défuntes sur les murs, représentées les yeux fermés, car il n'était pas possible de peindre les sœurs de leur vivant. Les artistes avaient 24h pour les peindre. Au mur sont également représentées les différentes phases de l'âme, du péché jusqu'à la grâce finale, sous forme de fresques.
La rue de Cordova, toute de rouge peinte, part de ce cloître des orangers, bordées de cellules qui accueillaient une ou plusieurs religieuses ainsi que leurs servantes, d'austères à luxueuses selon les moyens de l'occupante. Ces cellules avaient une pièce principale, la chambre de la sœur, une petite cuisine, des chambres de servantes, parfois même un patio, selon la richesse de la propriétaire. Les lits étaient généralement sous une arche, afin de résister aux tremblements de terre. Les cellules portent en général le nom de leurs riches propriétaires. La rue Cordova se prolonge par la rue Toledo.
Au bout de la rue Toledo, le lavoir composé d'énormes jarres coupées en 2 et alimentées par l'eau de la montagne. En bas du lavoir une piscine carrée, où les sœurs se baignaient plusieurs fois dans l'année, pour un lavage physique et spirituel.
Ensuite la rue de Burgos, toujours de rouge vêtue, mène à la salle commune, qui servait d'église jusqu'à la réforme de 1871, où étaient stockées les provisions, et attenante à la grande cuisine. Les siècles de fumée ont assombri cette pièce.
Place Zocober, une grande fontaine centrale voyait se réunir autour d'elle les sœurs pour échanger les produits qu'elles fabriquaient.
La cellule de Sor Ana, réputée pour ses miracles et prédictions, se trouve non loin de là.
Ensuite le réfectoire, donnant sur le cloître Majeur, le plus grand de tous.
D'un côté du cloître majeur se trouve la chapelle. D'un autre  une galerie d'art en forme de croix (ancien dortoir) comportant de nombreuses toiles du XVIe au XVIIIe siècle de l'école de Cuzco et objet liturgiques.

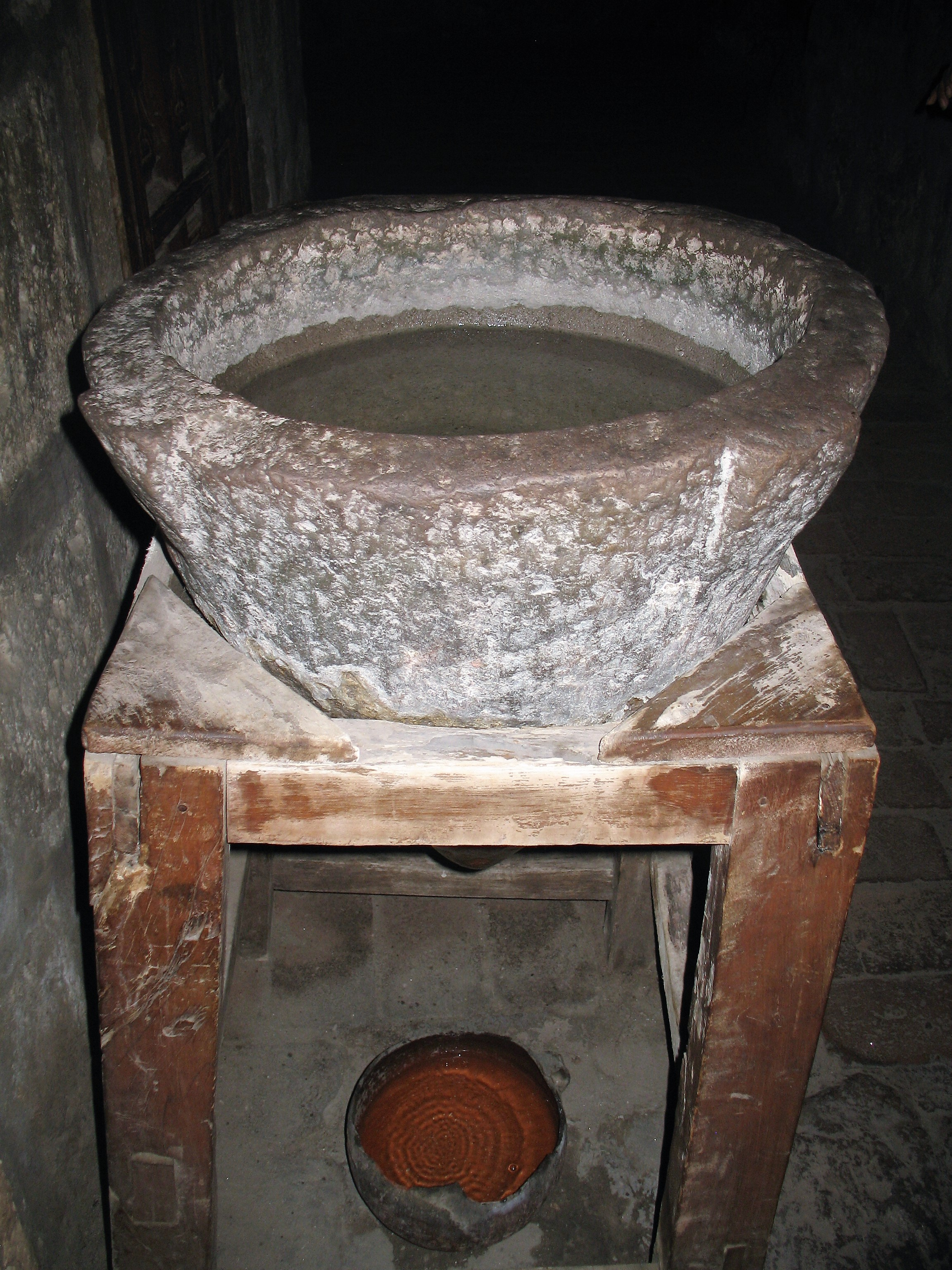
Filtre à eau

Pour avoir de l'eau potable à boire, les sœurs utilisaient un filtre à eau. On en voit à plusieurs endroits dans le monastère. On remplissait la partie supérieure (en roche volcanique, donc poreuse) d'eau, et 7 heures après on avait un litre d'eau potable récupéré dans le récipient du bas.

Photos du couvent de Santa Catalina
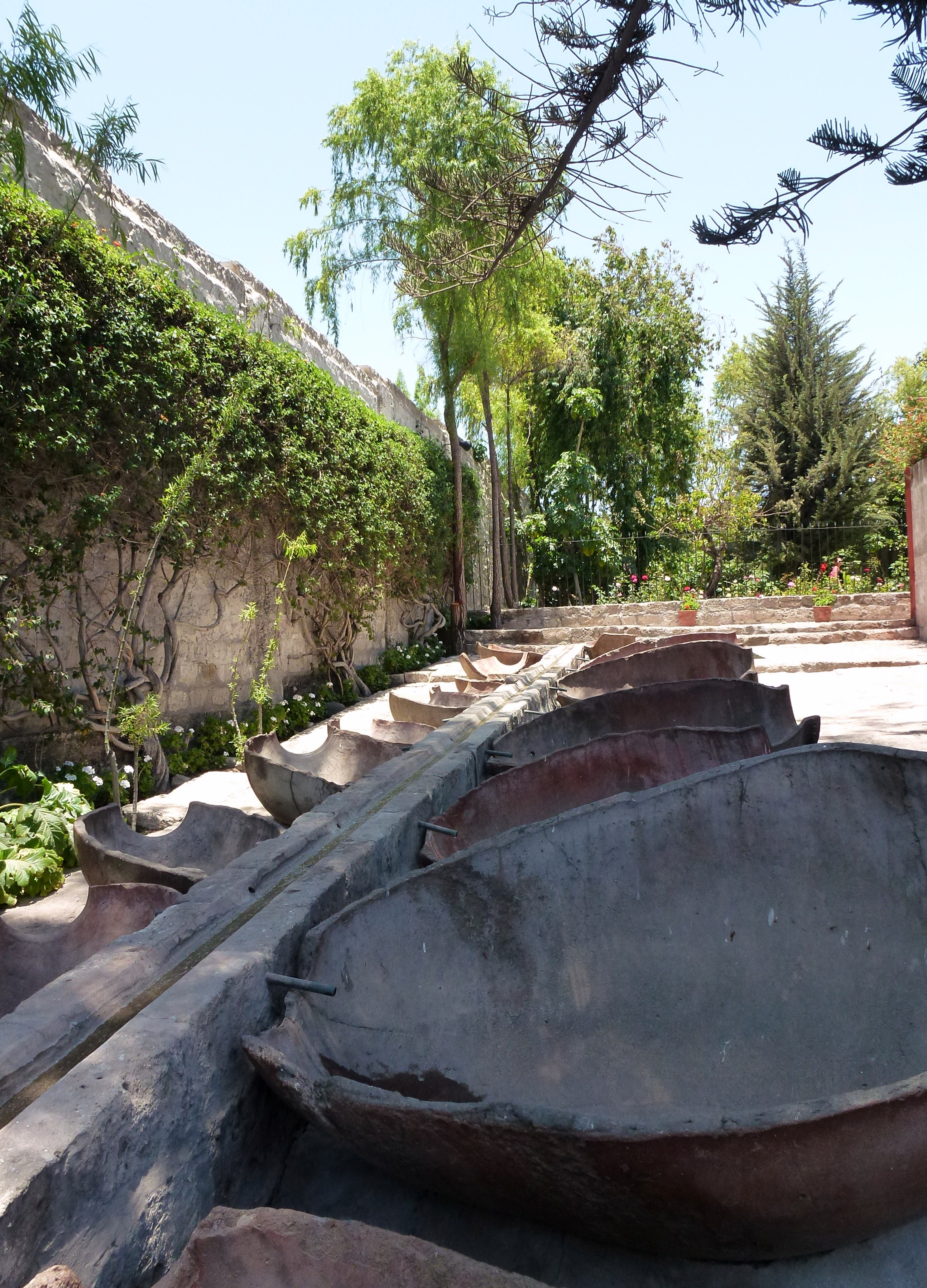
le lavoir
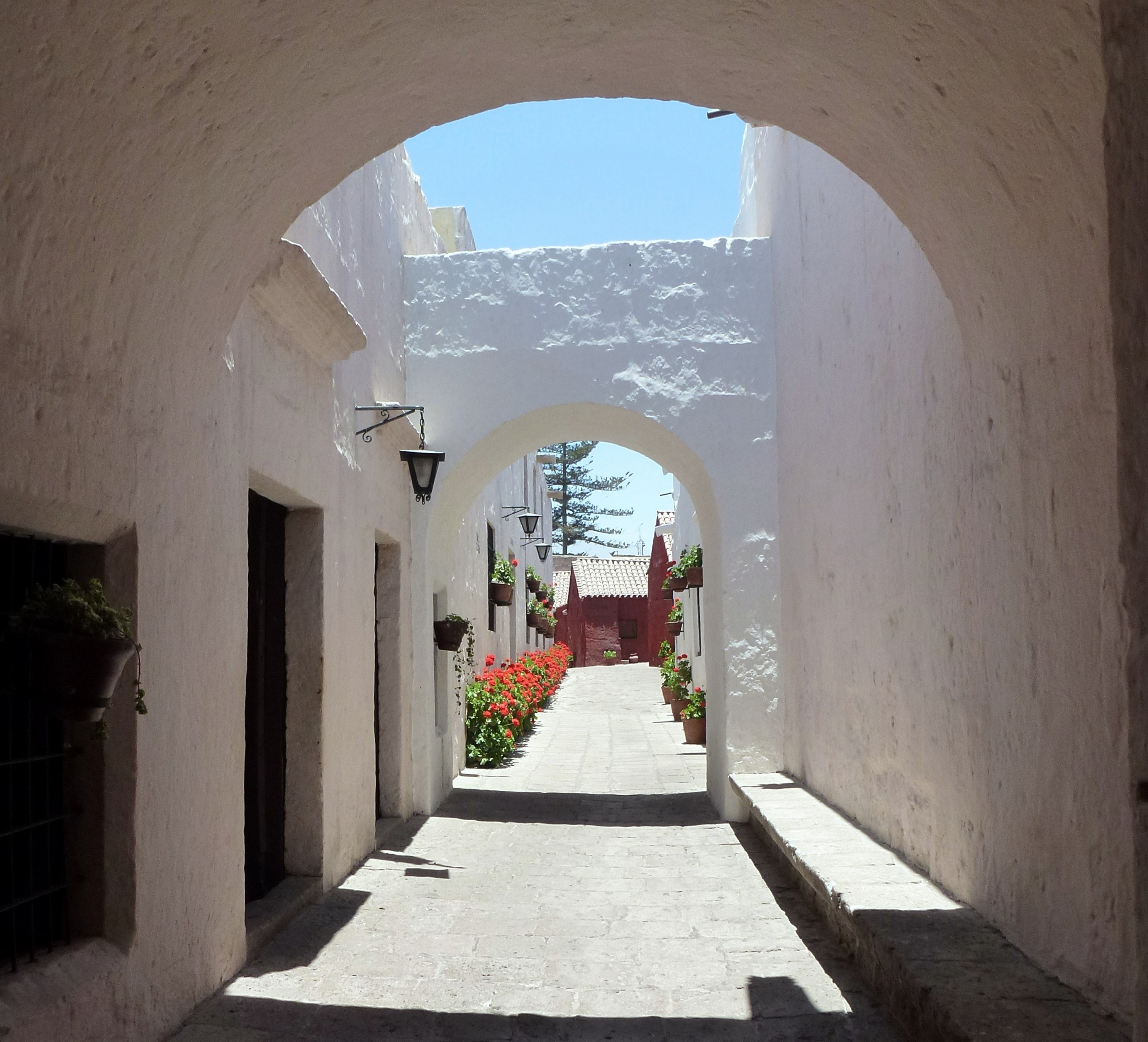
une rue blanche
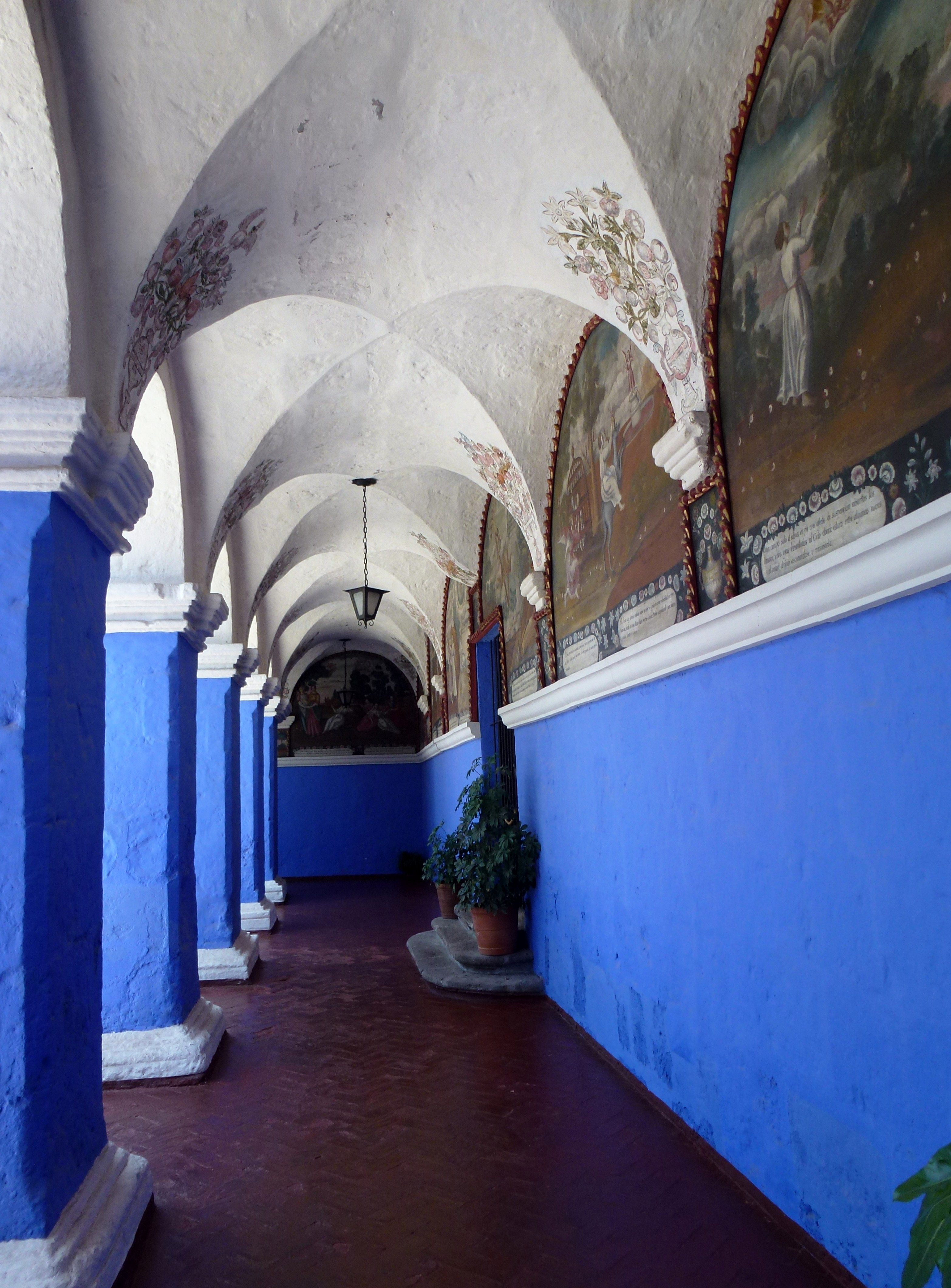
cloître des orangers
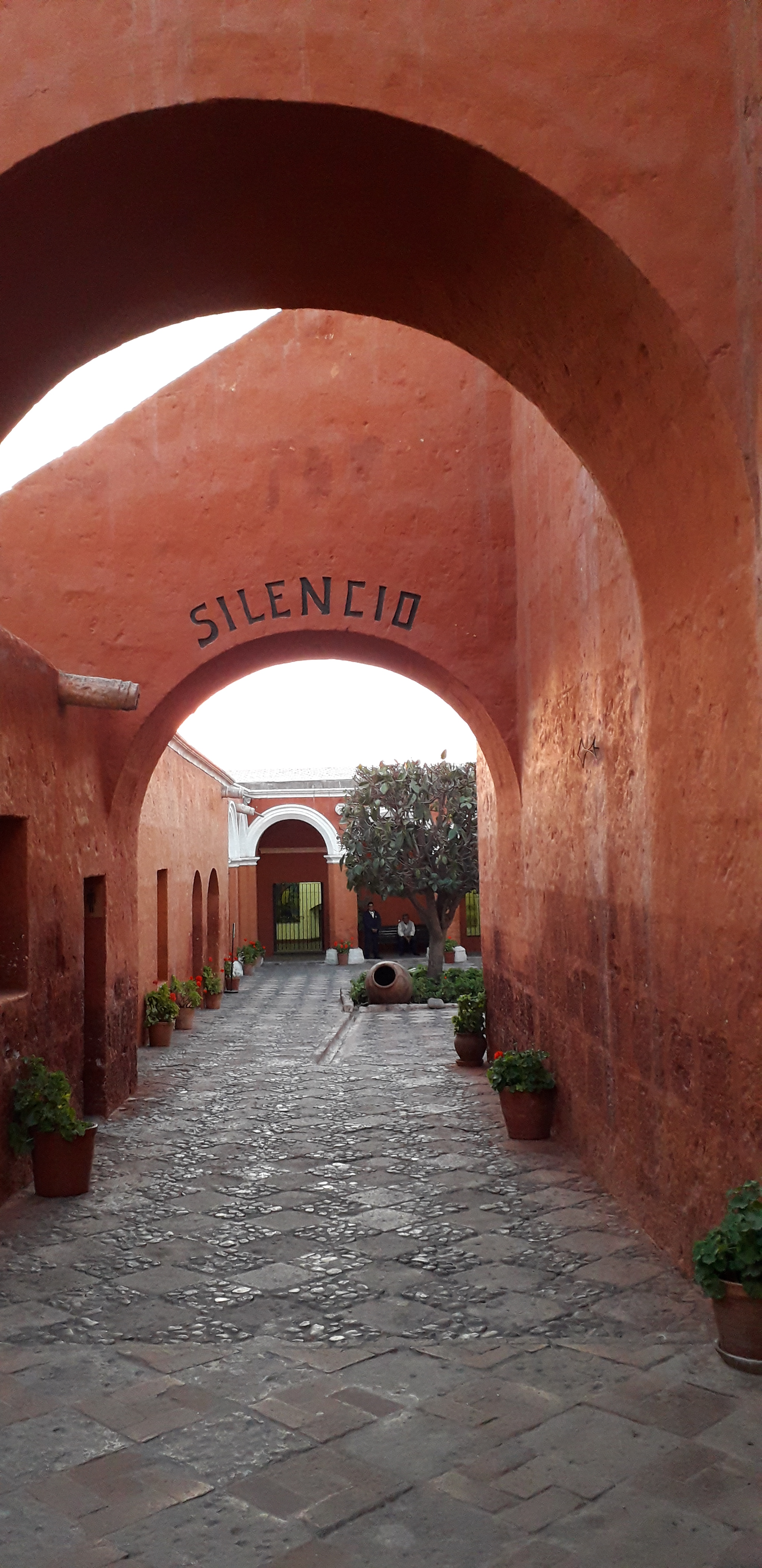
arche du silence menant au cloitre des novices
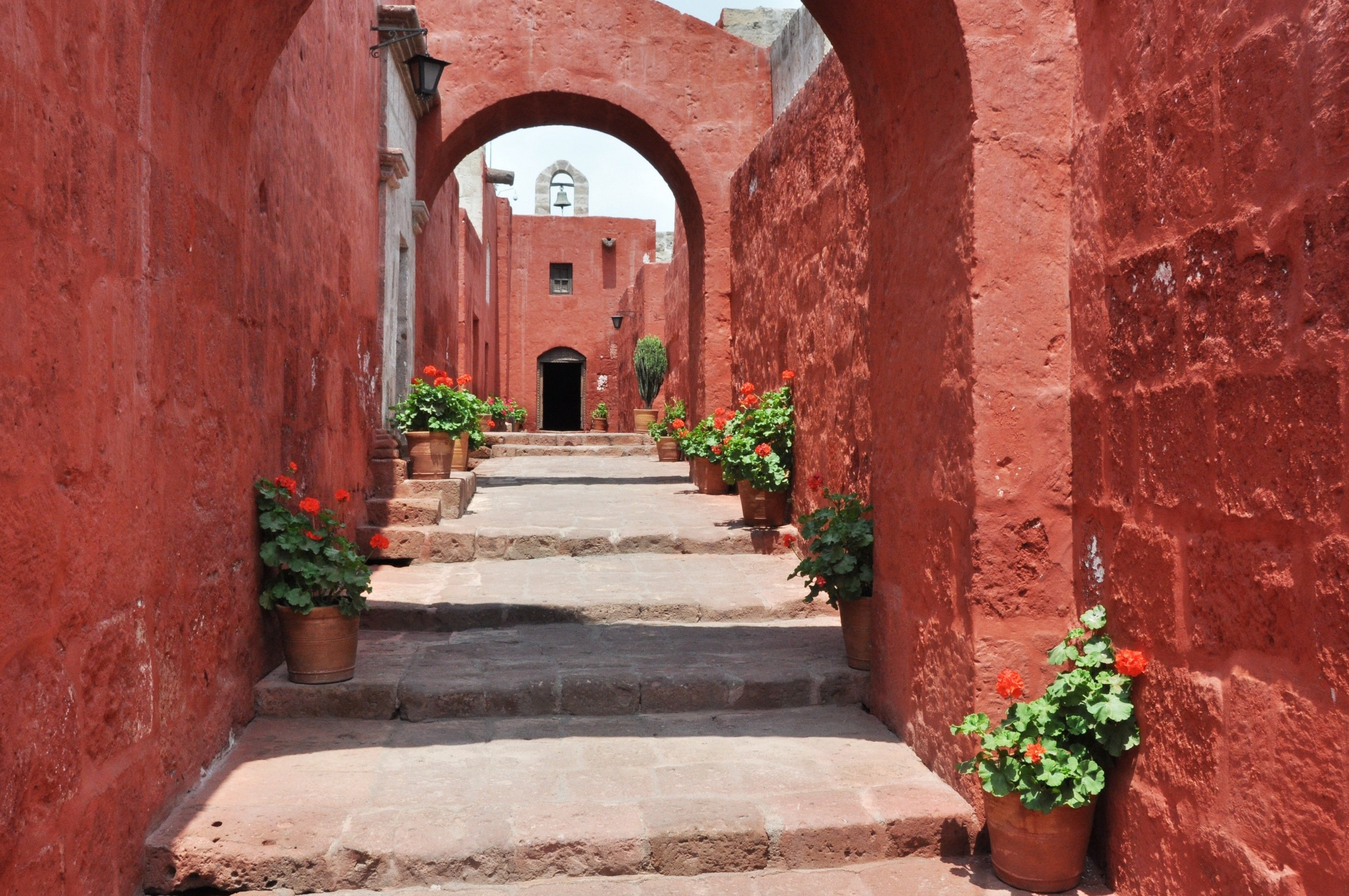
une autre rue rouge
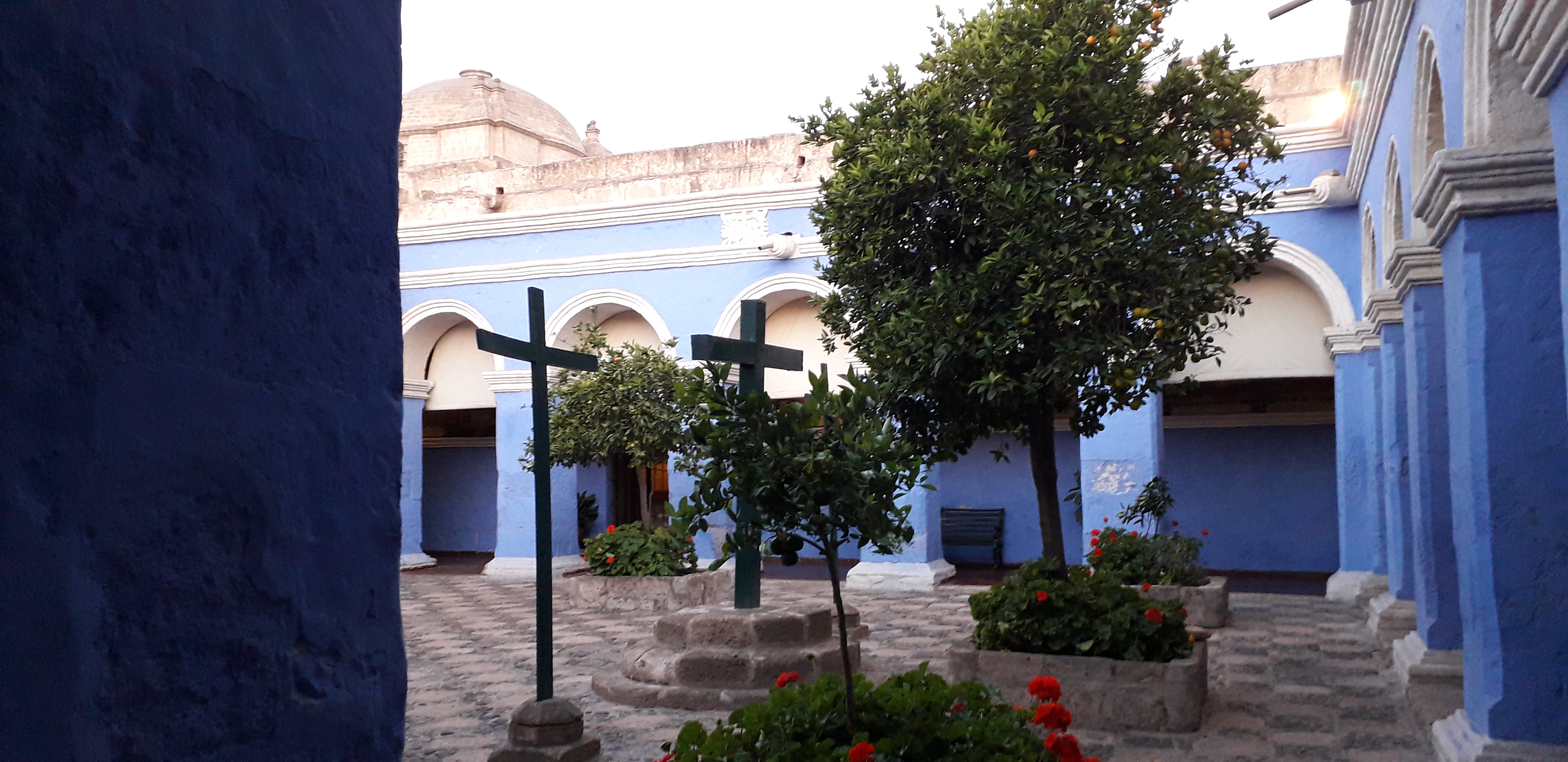
cloitre des orangers le soir
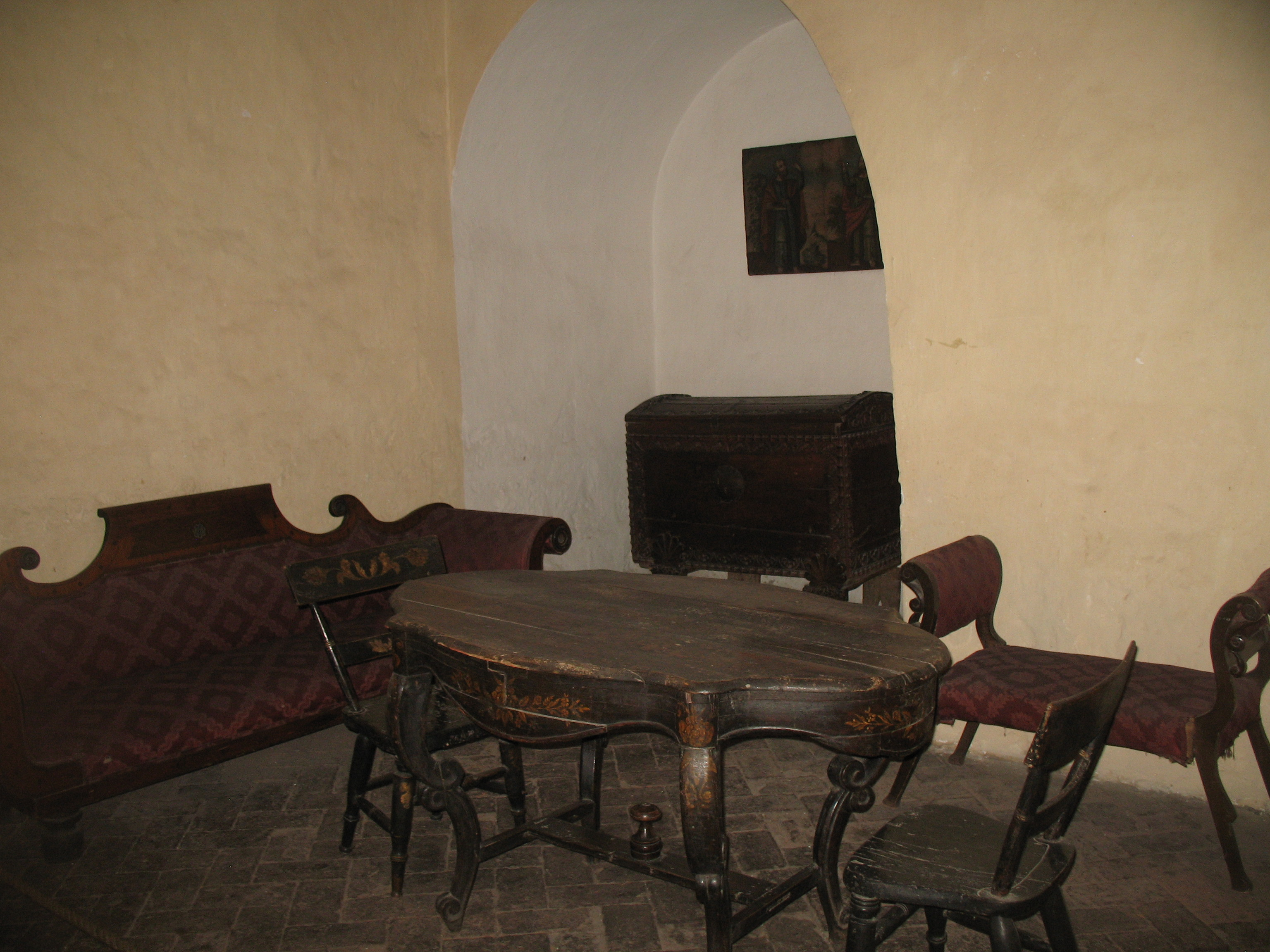
Le salon d'une des chambres ayant appartenu à une sœur aisée
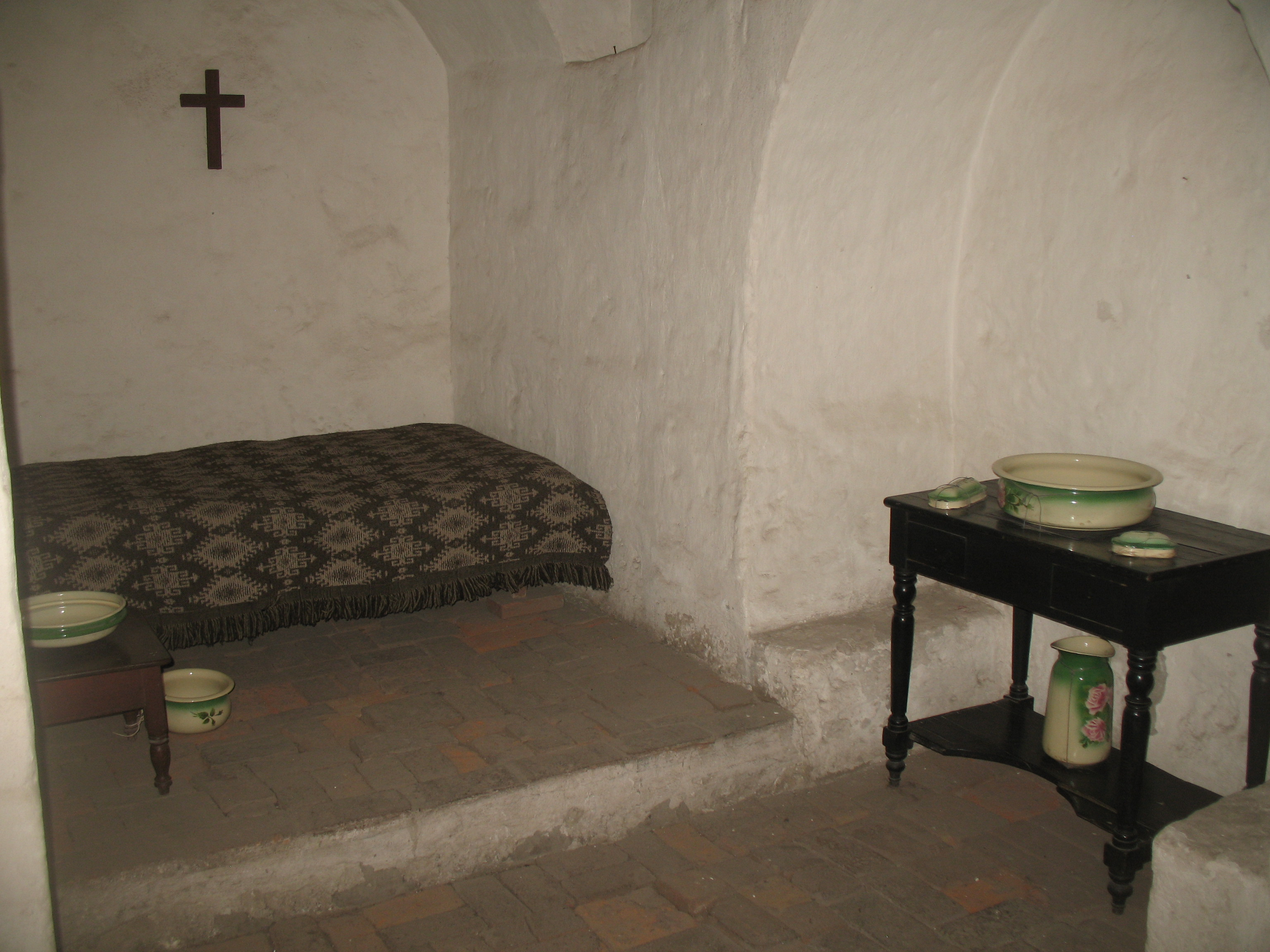
Une chambre simple, avec coin salle de bain dans la chambre
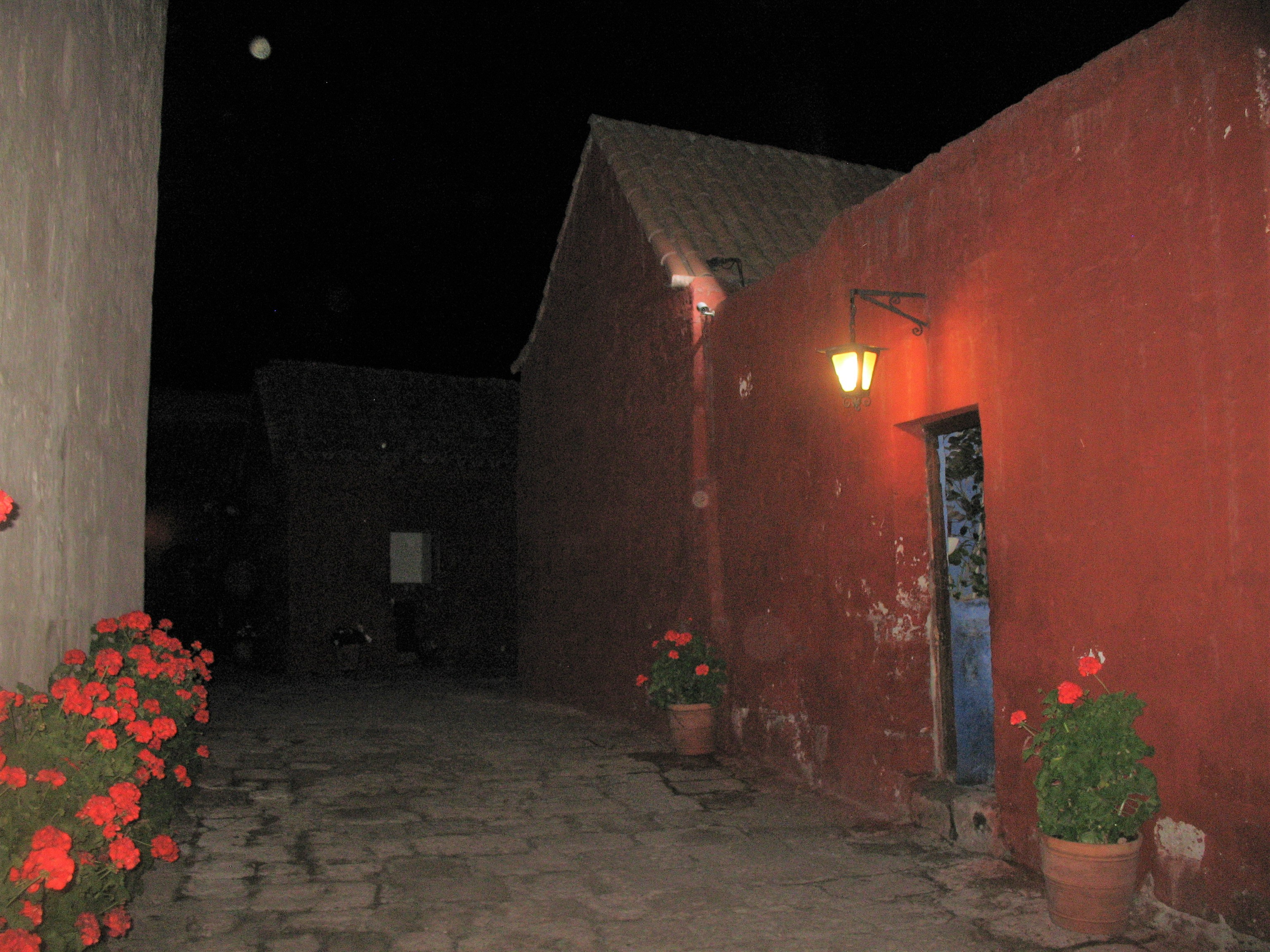
une rue peinte en rouge, le soir
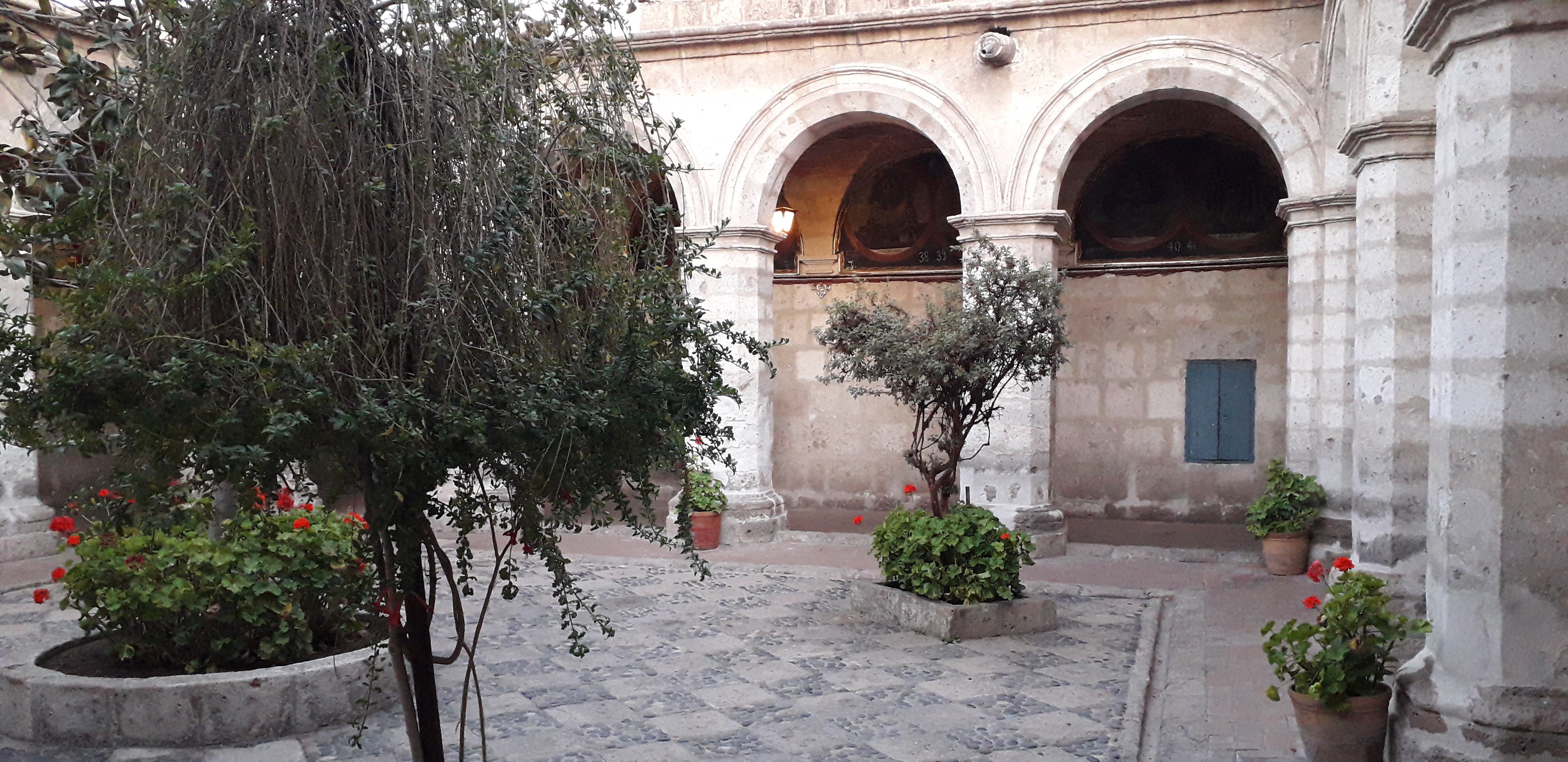
Cloitre des novices
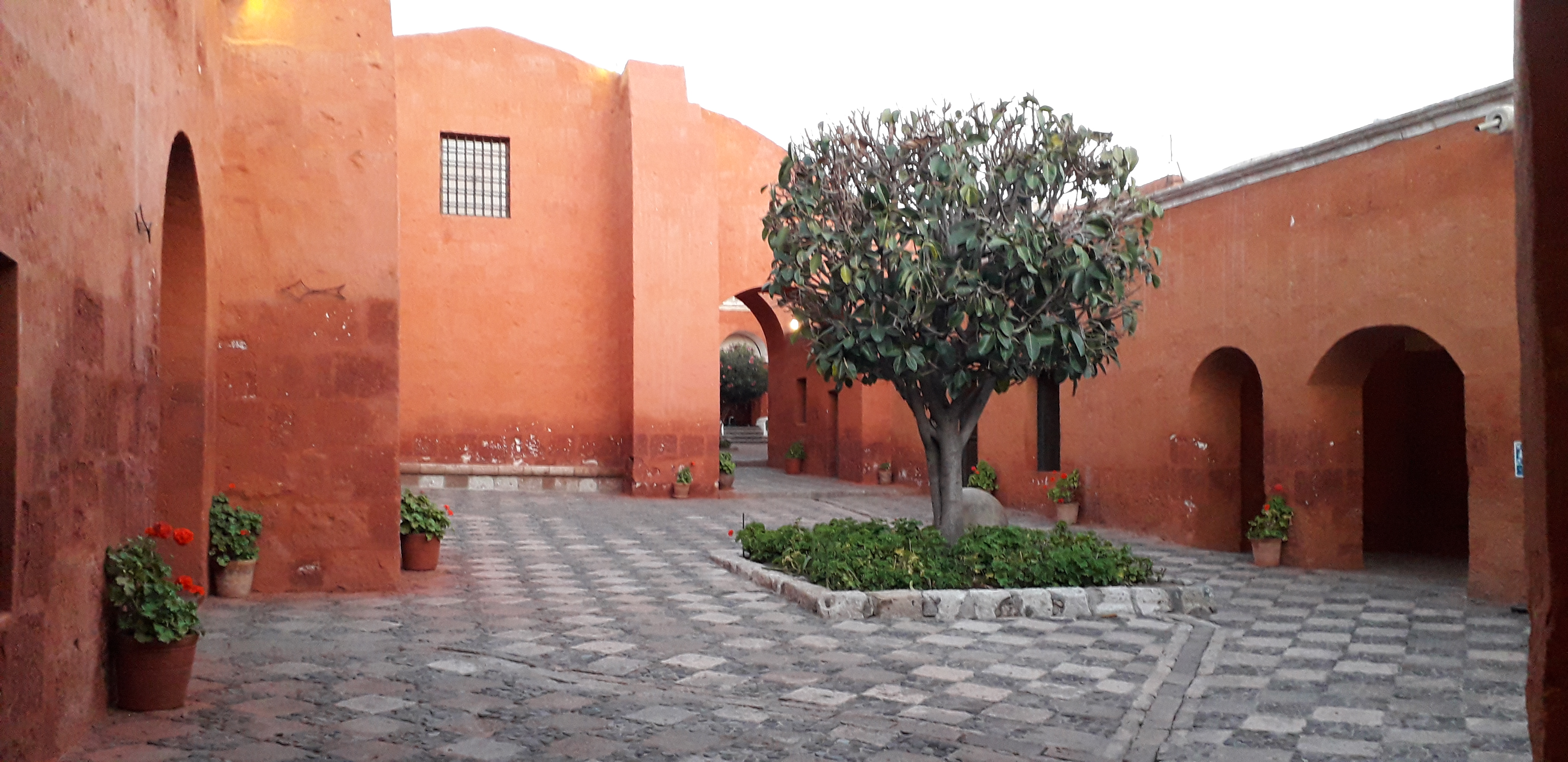
Cloitre de l'entrée
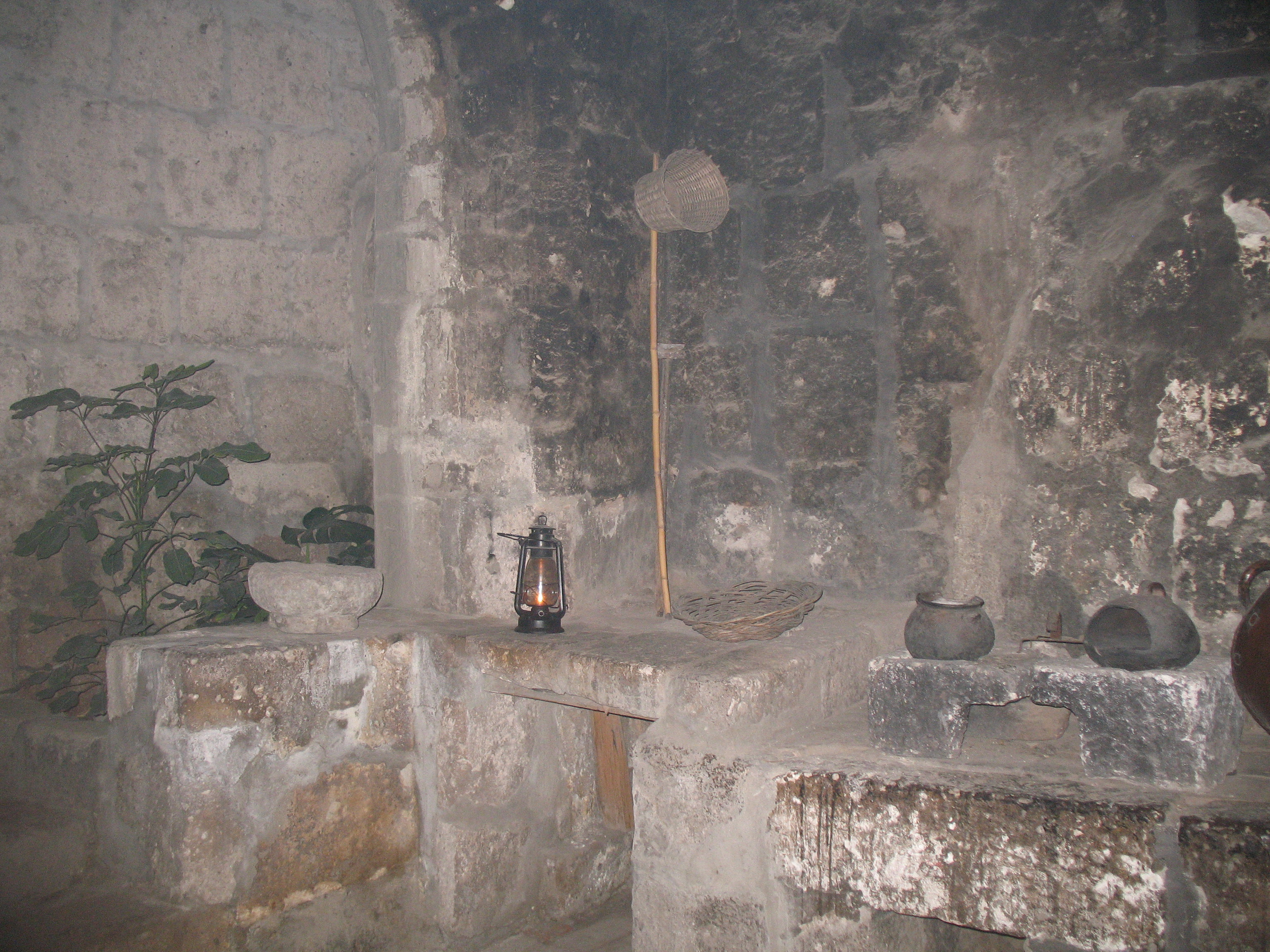
Cuisine d'une cellule
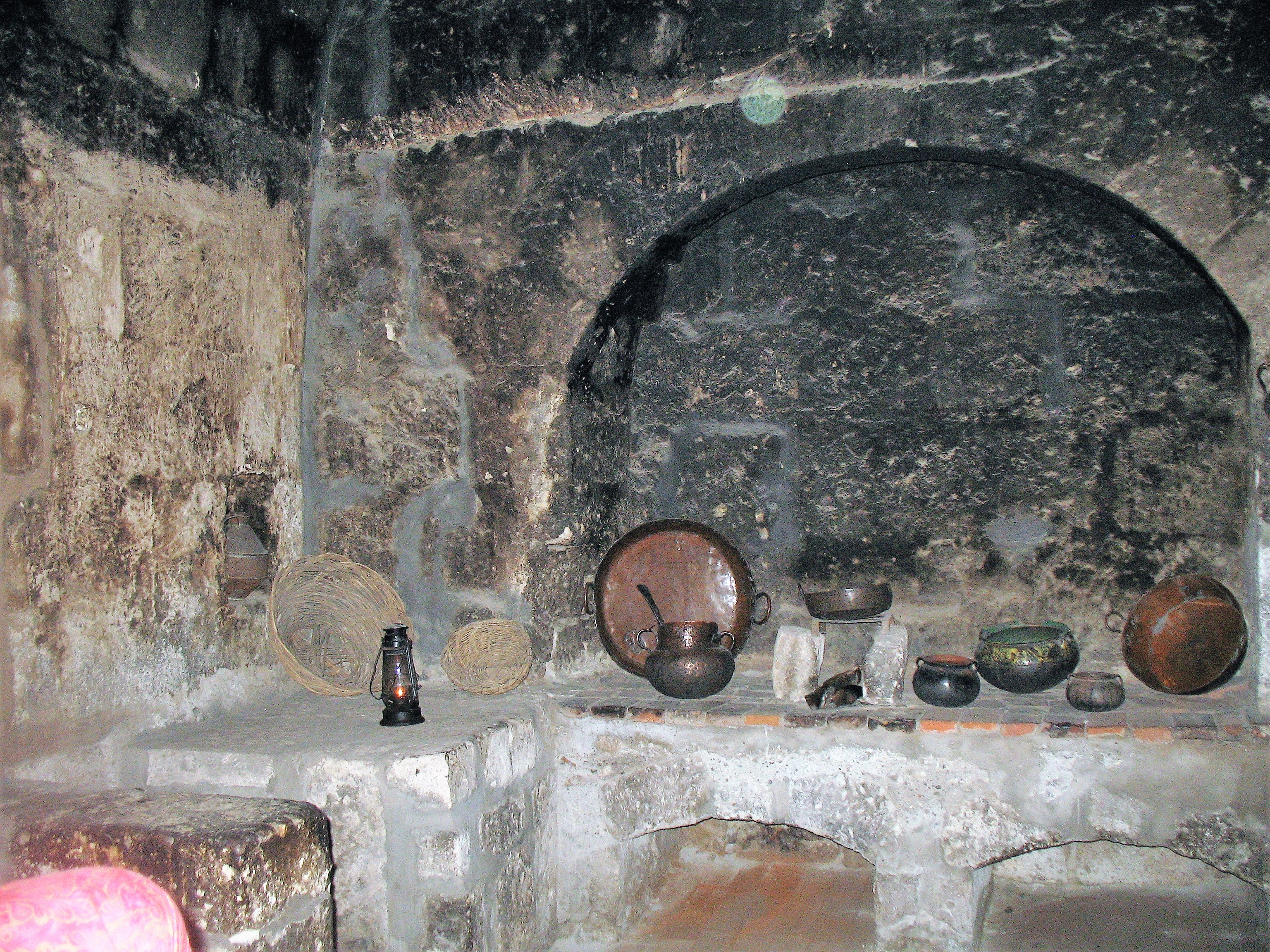
Cuisine
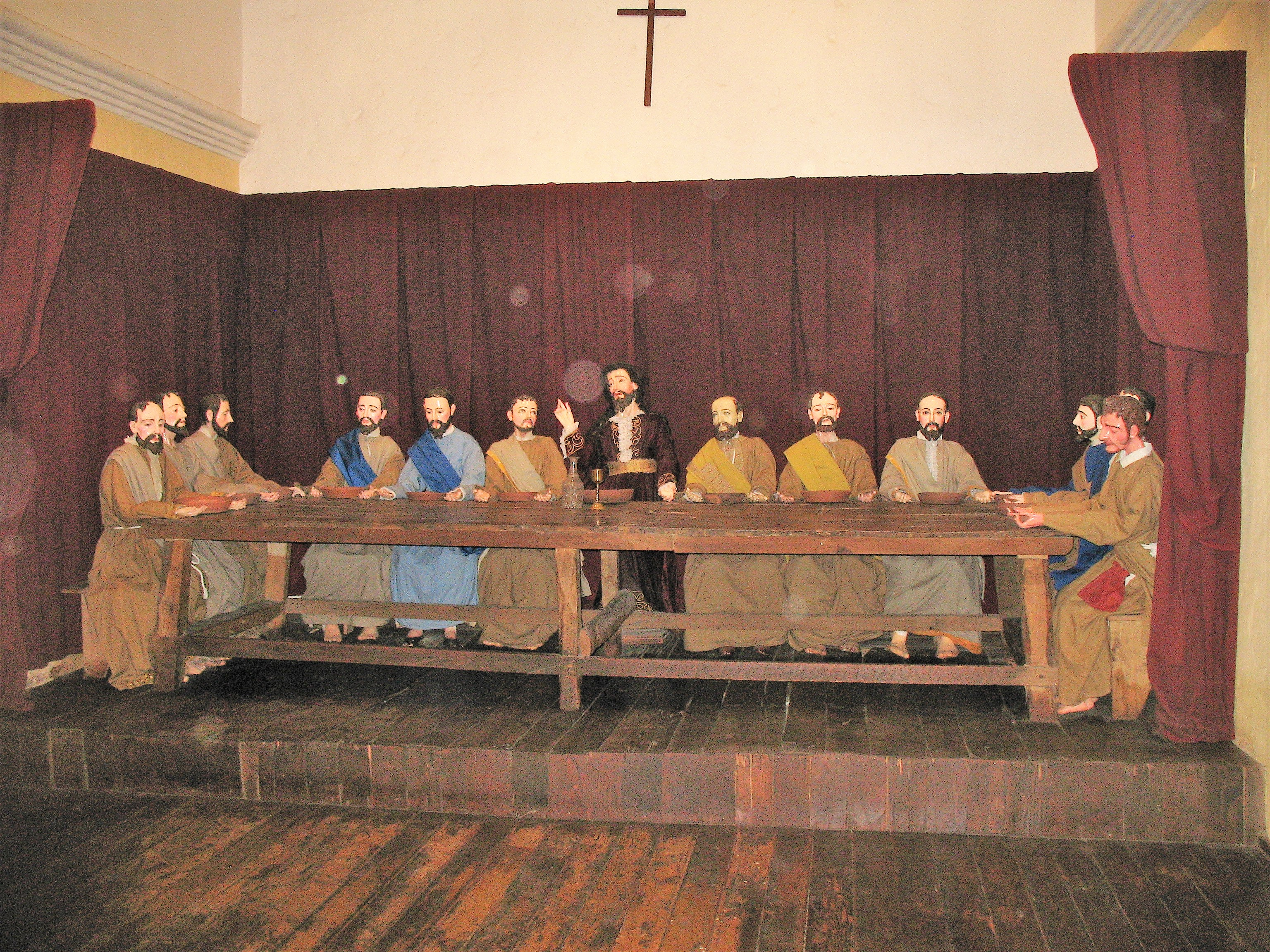
La Cène
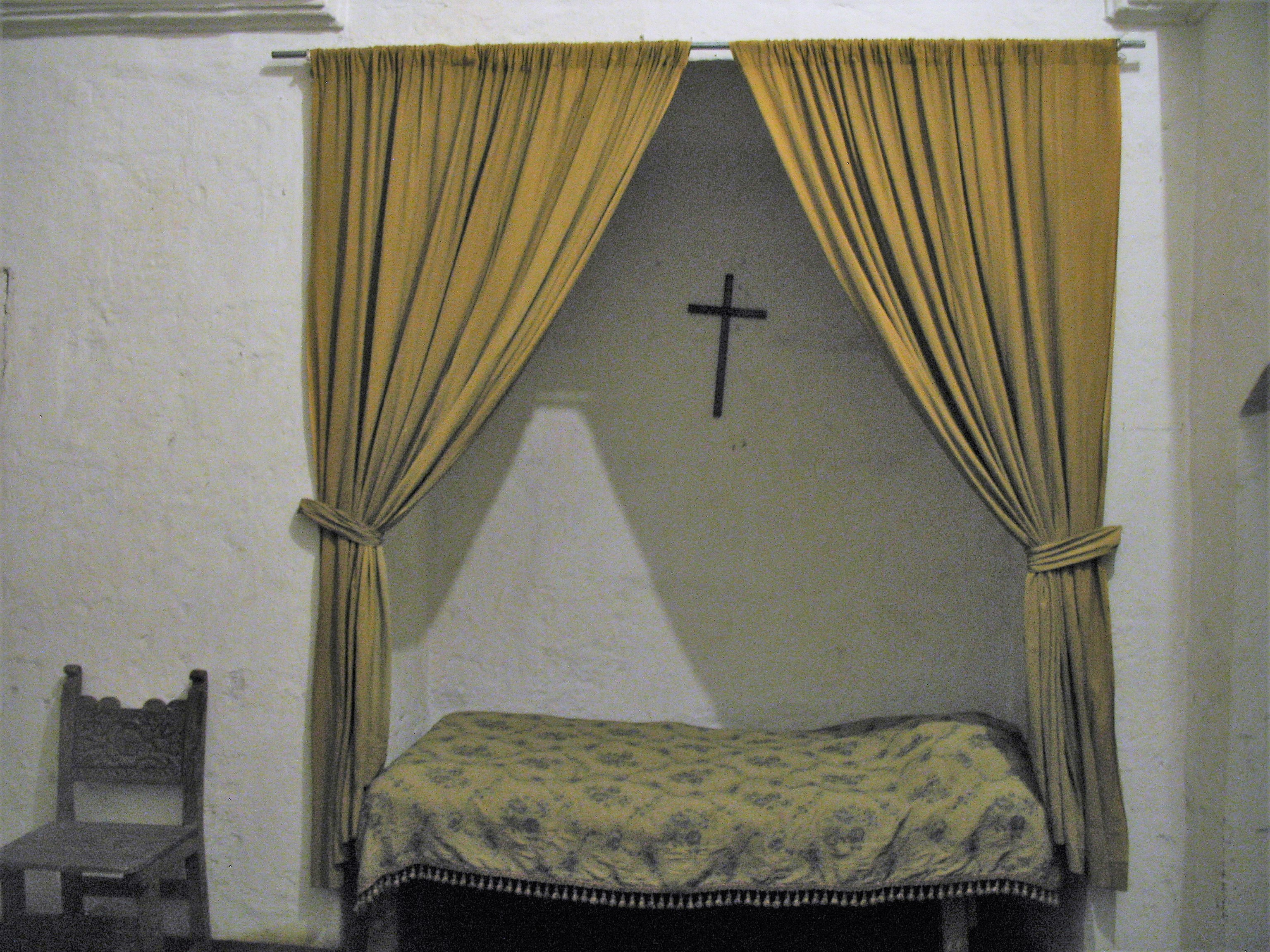
Lit dans une cellule
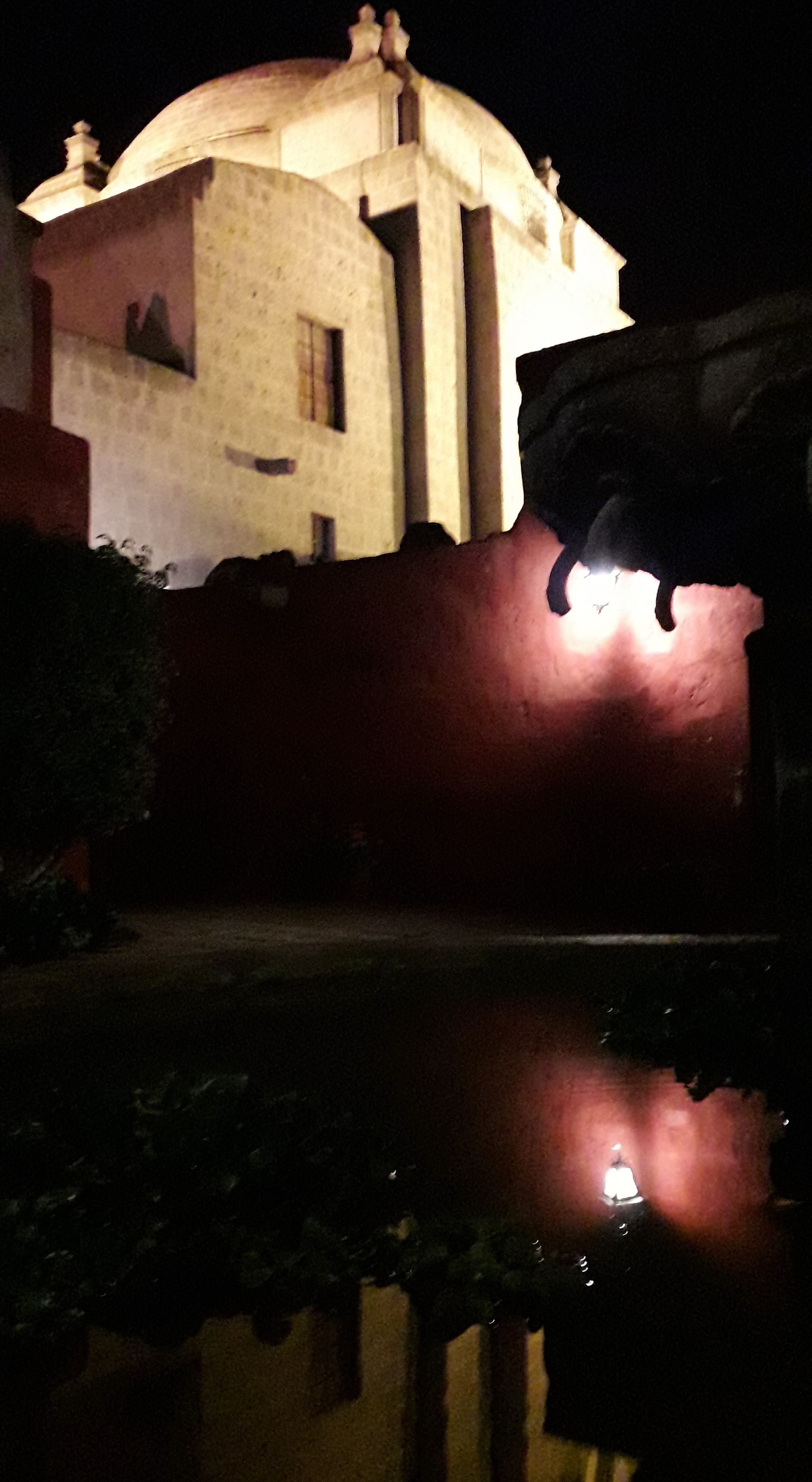
La fontaine
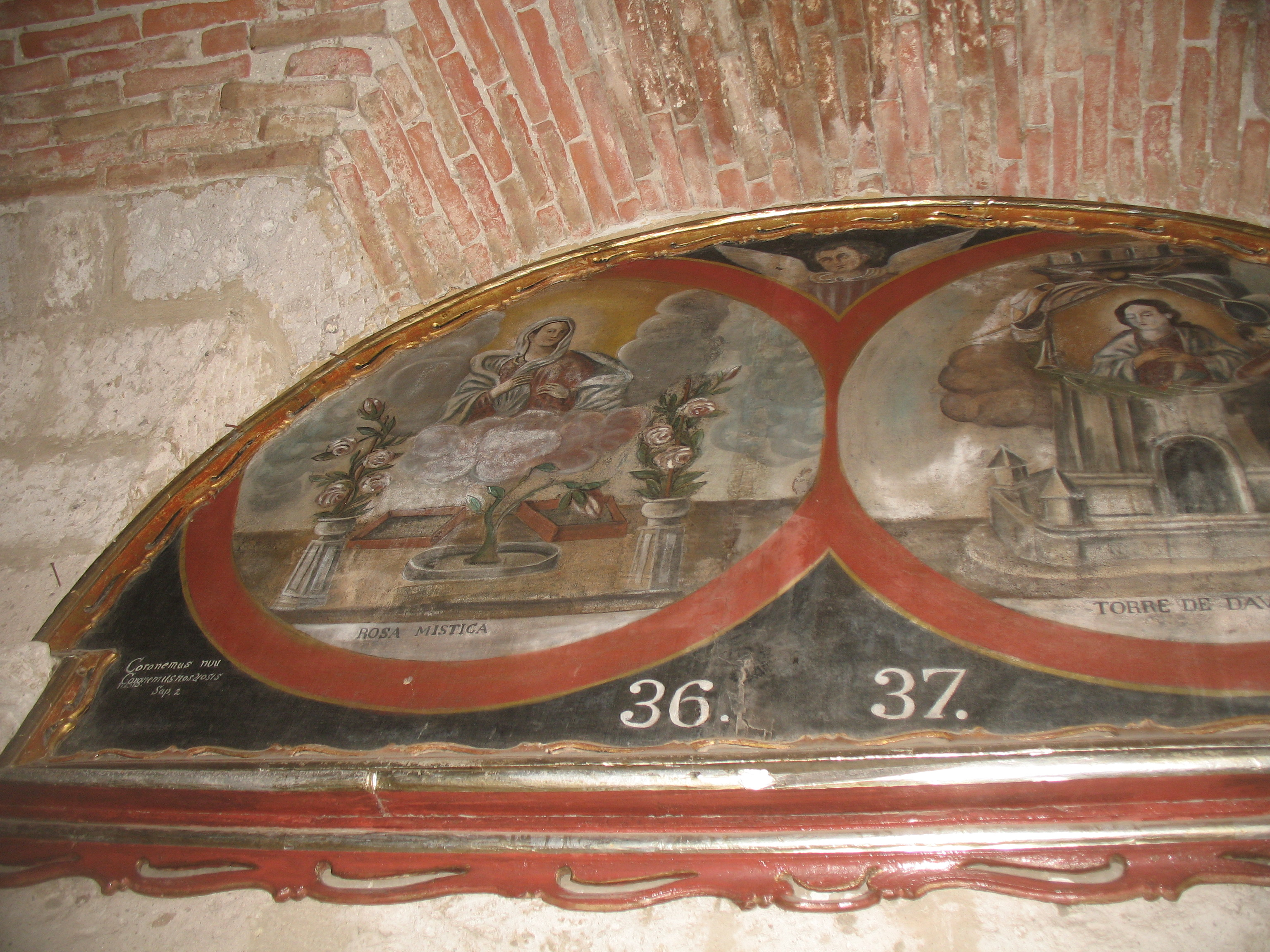
Peinture du cloitre des novices
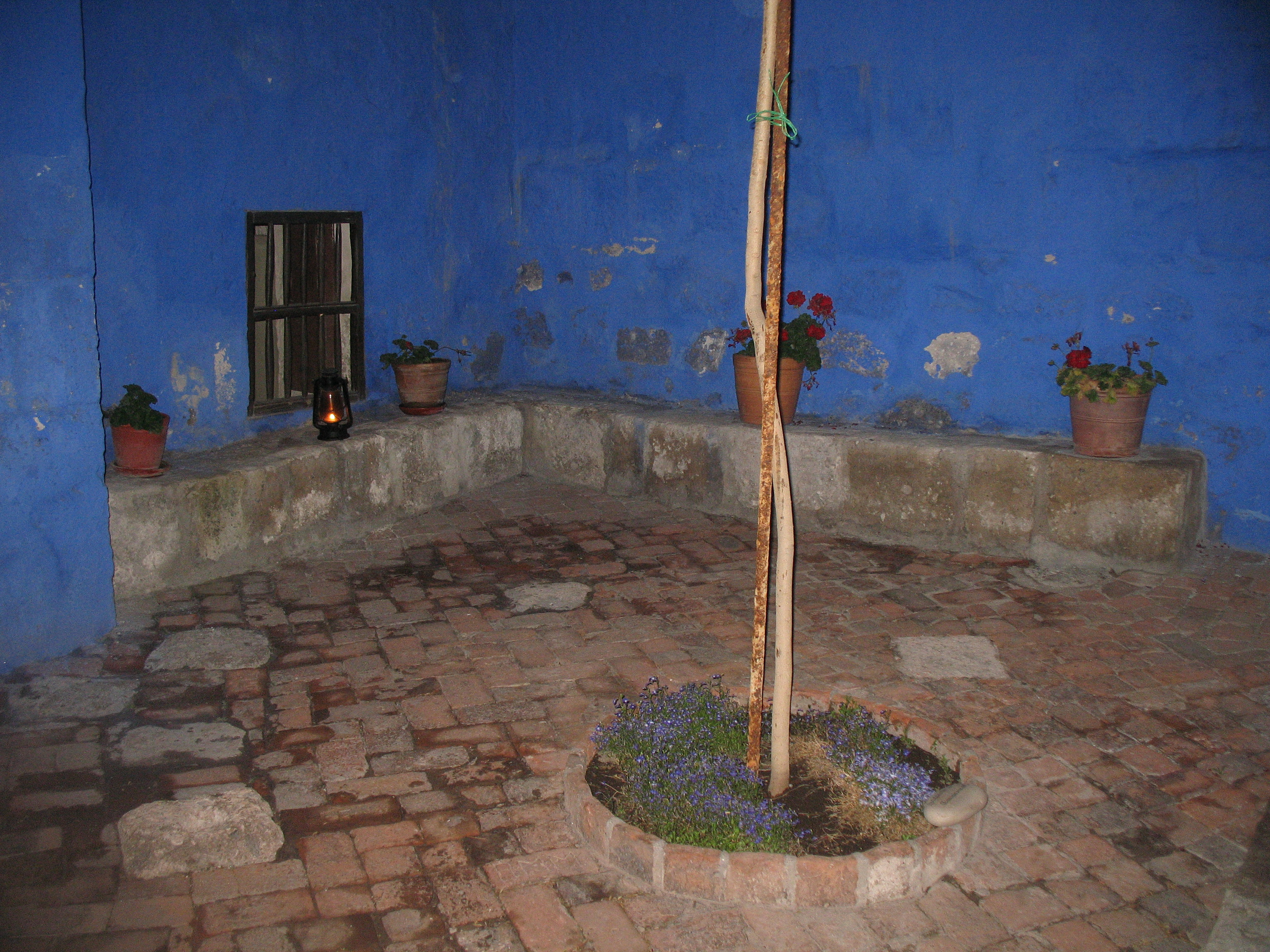
Patio d'une cellule de sœur aisée
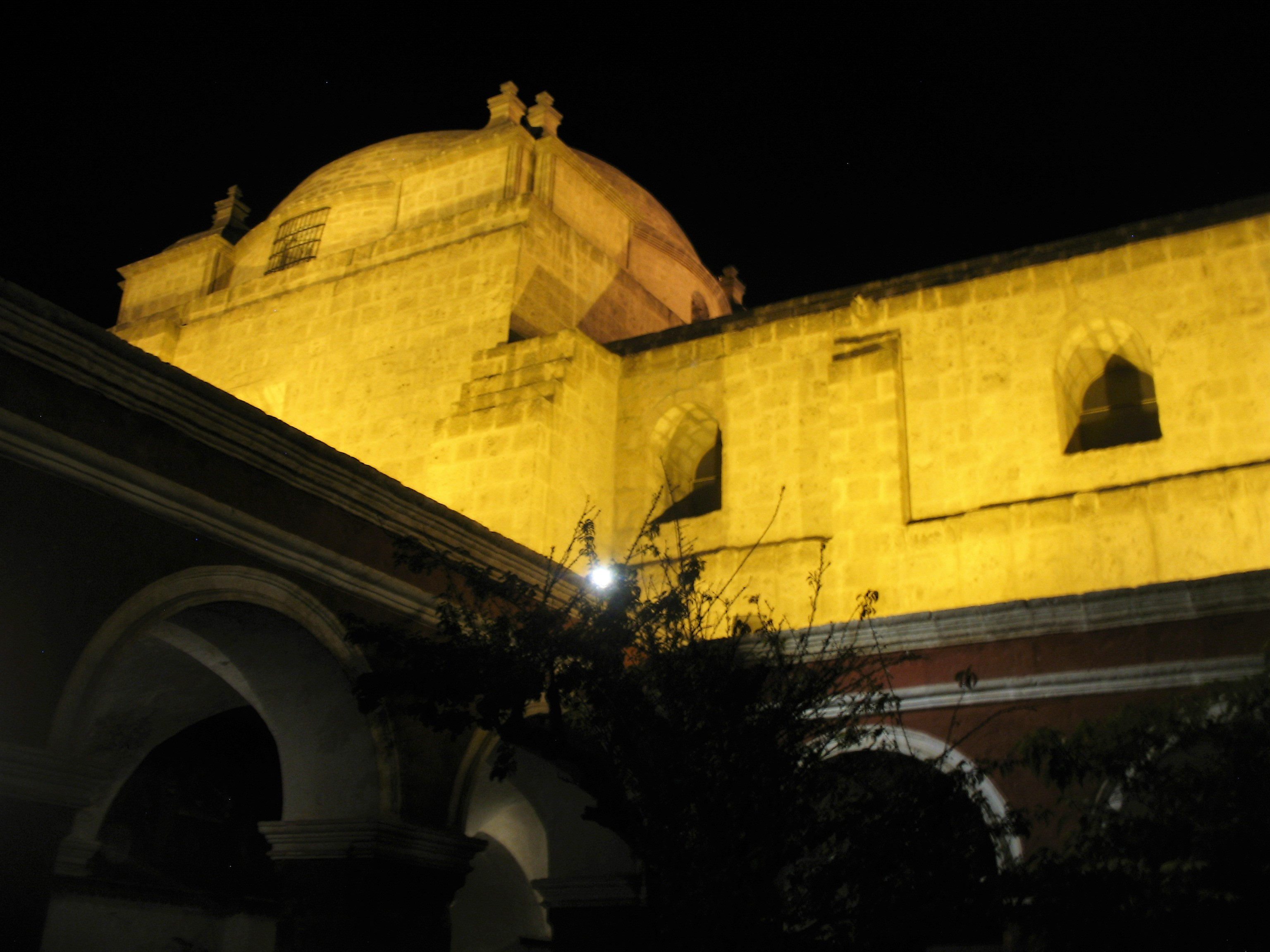
L'église

## Architecture
Le monument est construit en sillar, une pierre poreuse de lave volcanique.
Le style architectural est principalement colonial bien qu'on y trouve de nombreuses influences locales.
De nombreux tremblements de terre ayant détruit une partie d'Arequipa, les bâtiments d'origine ont été reconstruits. En 1582 une grande partie du couvent s'est effondrée lors d'un des tremblements de terre, dont le dortoir, la reconstruction a créé un bloc de cellules privées  permettant ainsi aux sœurs d'avoir un logement privé.

## Religieuses célèbres
Anne des Anges Monteagudo née en 1604, décédée en 1686. Confiée aux sœurs à l'age de 3 ans pour son éducation et son enseignement. À ses 10 - 11 ans, ses parents sont venus la chercher pour la marier, mais Ana, à la suite d'une vision de sainte Catherine de Sienne, en avait décidé autrement, elle voulait revenir au couvent. Elle a choisi le nom religieux "de los Ángeles" ("des anges"). Elle était connue pour ses miracles et prédictions. Dans sa cellule aujourd'hui, des offrandes sont déposées, espérant ainsi des miracles.